# 嘉義市政府
23°28′52″N 120°27′13″E / 23.4810349°N 120.4535984°E
嘉義市政府（簡稱：嘉市府），是中華民國臺灣省嘉義市最高層級的地方行政機關，在中華民國政府架構中，為市自治的行政機關，同時負責執行中央機關委辦事項，嘉義市的自治監督機關為行政院各部會（主要為內政部）。
作為地方自治團體的行政機關，嘉義市政府的歷史沿革最早可追溯至1920年，大日本帝國臺灣總督府施行臺灣市制時所成立的「嘉義市役所」。1945年7月1日，三級省轄市嘉義市成立，並新設三級省轄市行政機關「嘉義市政府」，惟於1950年嘉義市被廢除三級省轄市位階，嘉義市政府也隨之裁撤，原隸屬於嘉義市的新東、新西、新南、新北四區改制為鎮；太保、水上兩區改制為鄉，並由嘉義縣直轄；1951年嘉義縣新東、新南、新西、新北等四鎮合併為嘉義市，並設置「嘉義市公所」，確立了今日的嘉義市轄域。1982年7月1日，原屬嘉義縣的嘉義市恢復升格為省轄市，並復設省轄市行政機關「嘉義市政府」。

## 沿革

### 日治時期[1]
- 1920年，改隸臺南州嘉義郡，開始實施地方自治，成立自治團體性質的嘉義街。
- 1930年，嘉義街改制為「嘉義市」，設嘉義市役所。

### 中華民國時期
- 1945年，第二次世界大戰後日本戰敗，臺灣及其附屬島嶼由中華民國接收，在當時中華民國地方制度下，嘉義市為三級省轄市，成立嘉義市政府[1]。
- 1946年8月1日，臺灣省行政長官公署調整嘉義市行政區，將水上鄉與太保鄉併入嘉義市，嘉義市劃分為新東區、新西區、新南區、新北區、水上區及太保區6區[2]。
- 1947年4月22日，臺灣省行政長官公署改制為臺灣省政府，嘉義市政府亦改由臺灣省政府監督其自治行政。
- 1950年8月，嘉義市被廢除省轄市資格，行政機關嘉義市政府亦隨之裁撤，原嘉義市6個行政區分別改制為新東鎮、新西鎮、新南鎮、新北鎮、水上鄉與太保鄉並設前開各該行政區的鄉、鎮公所。
- 1951年11月，撤銷新東、新南、新西、新北四鎮建制，並裁撤前開四鎮的鎮公所，合併為嘉義市，成為嘉義縣唯一的縣轄市[3]，並置嘉義市公所。
- 1982年7月1日，嘉義市再次升格為省轄市，市公所改制為嘉義市政府，由臺灣省政府監督其自治行政。
- 1990年10月6日，嘉義市政府劃設市轄區，分別為東區及西區兩區，並設置兩區的區公所。
- 1998年，臺灣省政府業務精簡，嘉義市政府的自治行政監督機關改為行政院各部會（主要為內政部）。

### 沿革
- 1920年9月1日：成立臺南州嘉義郡，於嘉義廳廳舍原址建造嘉義郡役所廳舍，下轄的嘉義街使用原嘉義廳農會廳舍作為街役場廳舍。
- 1930年1月20日：嘉義街升格為嘉義市，直屬臺南州，以嘉義街役場廳舍作為嘉義市役所辦公廳舍。12月8日新營郡新營庄大地震，嘉義郡役所與市役所廳舍皆受到損壞，其中市役所被迫拆除後遷往嘉義市女子公學校（今嘉義市立大同國民小學）辦公，嘉義郡役所則撥款整修。
- 1932年：整修後的嘉義郡役所由嘉義市役所收購作為辦公廳舍，嘉義郡役所遷往嘉南大圳組合事務所廳舍（1940年嘉南大圳組合事務所遷往臺南市）。
- 1945年12月1日：成立嘉義市，仍於原嘉義市役所廳舍辦公。
- 1950年10月25日：廢除嘉義市，原地域分為新東、新南、新西、新北四鎮與太保、水上二鄉。嘉義市政府大樓改由嘉義縣政府使用。
- 1951年11月1日：新東、新南、新西、新北四鎮合併為嘉義市，同時成立嘉義市公所，並以嘉義市中山堂（原嘉義公會堂）圖書室作為辦公處所。
- 1954年1月1日：新建嘉義市公所大樓（現嘉義市歷史建築），嘉義市公所遷至此處辦公。
- 1982年7月1日：嘉義市升格為臺灣省嘉義市，嘉義市公所大樓改為嘉義市政府大樓。
- 1995年：由於嘉義市政府辦公空間不足，規劃整修原嘉義縣政府大樓（嘉義縣政府於1991年遷往嘉義縣太保市）作為嘉義市政府辦公使用。
- 1997年12月19日：原嘉義縣政府大樓整修工程完工，嘉義市政府遷至此處辦公。
- 2002年1月10日：因建築老舊，計畫於市政府大樓南北兩側興建市政中心，拆除舊嘉義縣議會大樓（原嘉義稅務出張所）。
- 2005年：市政中心南棟大樓完工，嘉義市政府遷入辦公。
- 2010年：嘉義市政府欲拆除舊市政府大樓、新建市政中心北棟大樓之際，由學者、學生與文史工作者各自發起的保存嘉義郡役所行動。10月行政院文化建設委員會（今文化部）公告暫定古蹟失效後，嘉義郡役所遭拆除。
- 2012年：嘉義市政府將北棟大樓基地劃分為南北兩半，南半部改為收費停車場。
- 2013年：北棟大樓原址北半部綠化完工，市政中心北棟大樓基地改稱為北棟大樓廣場。12月31日在此處舉辦「2014幸福嘉義市跨年晚會」。
- 2014年：電影風中家族於原嘉義市公所取景，受到關注。
- 2015年：嘉義市政府有意將原嘉義市公所標售，後文史工作者成立「救舊嘉義市公所聯盟」極力搶救保留，後被公告為暫定古蹟。
- 2016年6月24日：經文化資產審議委員會全數通過保留後，嘉義市政府將原嘉義市公所登錄為歷史建築，並計畫將其活化再利用。
- 2017年：嘉義市政府與市政中心北棟大樓案建築設計師解約，大樓計畫案終止，並將重新規劃為市民中心，預計2018年發包、2022年完工。

## 市府大樓
市府大樓即嘉義市政府大樓。是指嘉義市政府機關歷年辦公的所在建築，目前的市府大樓為嘉義市市政中心南棟大樓。嘉義市市政中心南棟大樓自2005年啟用，嘉義市政府府本部及大部分機關（交通處、衛生局、文化局、警察局、消防局、環境保護局、財政稅務局除外）於同年遷入於此辦公，並與財政部南區國稅局嘉義市分局合署辦公。
嘉義市政府大樓座落於中山路、忠孝路、民樂街及吳鳳北路所圍的街廓，並與北棟大樓廣場、財政稅務局大樓及警察局大樓相鄰，使民權路、忠孝路、安樂街、共和路、民樂街、吳鳳北路所圍區域成為嘉義市的市政特區。

### 所在地
| 建築物名稱                                                                     | 使用機關                                                         | 地址                  | 建物落成時間       | 開始辦公時間                  | 結束辦公時間                            | 拆除時間 | 備註 |
| ------------------------------------------------------------------------------ | ---------------------------------------------------------------- | --------------------- | ------------------ | ----------------------------- | --------------------------------------- | -------- | --- |
| 嘉義市政中心南棟大樓 Chiayi Municipal Administration Center South Building     | 嘉義市政府 Chiayi City Government                                | 嘉義市東區中山路199號 | 2005年             | 2005年                        | -                                       | -        | 舊嘉義縣議會（原嘉義稅務出張所）所在地，拆除後新建市政中心南棟大樓，為現今嘉義市政府的辦公大樓。 |
| 嘉義郡役所                                                                     | 嘉義郡役所                                                       | 東區中山路160號       | 1920年             | 1920年                        | 1930年 （地震損壞）                     | 2010年   | 日治時期做為嘉義郡役所（1920年～1930年）、嘉義市役所（1932年～1945年）使用；戰後作為嘉義市政府（1945年～1950年、1997年～2005年）、嘉義縣政府（1950年～1991年）使用。原因計畫興建嘉義市政中心北棟大樓而拆除，現做為停車場使用。 |
| 嘉義市役所                                                                     | 嘉義市役所                                                       | 東區中山路160號       | 1920年             | 1932年 （廳舍整修完成）       | 1945年 （日本投降）                     | 2010年   | 日治時期做為嘉義郡役所（1920年～1930年）、嘉義市役所（1932年～1945年）使用；戰後作為嘉義市政府（1945年～1950年、1997年～2005年）、嘉義縣政府（1950年～1991年）使用。原因計畫興建嘉義市政中心北棟大樓而拆除，現做為停車場使用。 |
| 嘉義市政府大樓 Chiayi City Hall                                                | 嘉義市政府 （1945年－1950年） Chiayi City Government (1945-1950) | 東區中山路160號       | 1920年             | 1945年 （臺灣光復）           | 1950年 （廢除嘉義市）                   | 2010年   | 日治時期做為嘉義郡役所（1920年～1930年）、嘉義市役所（1932年～1945年）使用；戰後作為嘉義市政府（1945年～1950年、1997年～2005年）、嘉義縣政府（1950年～1991年）使用。原因計畫興建嘉義市政中心北棟大樓而拆除，現做為停車場使用。 |
| 嘉義縣政府大樓 Chiayi County Hall                                              | 嘉義縣政府                                                       | 東區中山路160號       | 1920年             | 1950年 （改由嘉義縣政府使用） | 1991年 （嘉義縣政府遷至太保市祥和新村） | 2010年   | 日治時期做為嘉義郡役所（1920年～1930年）、嘉義市役所（1932年～1945年）使用；戰後作為嘉義市政府（1945年～1950年、1997年～2005年）、嘉義縣政府（1950年～1991年）使用。原因計畫興建嘉義市政中心北棟大樓而拆除，現做為停車場使用。 |
| 嘉義市政府大樓 Chiayi City Hall                                                | 嘉義市政府 Chiayi City Government                                | 東區中山路160號       | 1920年             | 1997年 （嘉義市政府遷入）     | 2005年 （嘉義市政中心南棟大樓落成）     | 2010年   | 日治時期做為嘉義郡役所（1920年～1930年）、嘉義市役所（1932年～1945年）使用；戰後作為嘉義市政府（1945年～1950年、1997年～2005年）、嘉義縣政府（1950年～1991年）使用。原因計畫興建嘉義市政中心北棟大樓而拆除，現做為停車場使用。 |
| 嘉義市政中心北棟大樓 （Chiayi Municipal Administration Center North Building） | -                                                                | 東區中山路160號       | 1920年             | 終止興建                      | -                                       | -        | 日治時期做為嘉義郡役所（1920年～1930年）、嘉義市役所（1932年～1945年）使用；戰後作為嘉義市政府（1945年～1950年、1997年～2005年）、嘉義縣政府（1950年～1991年）使用。原因計畫興建嘉義市政中心北棟大樓而拆除，現做為停車場使用。 |
| 市民中心 （暫稱） Civic Center                                                 | -                                                                | 東區中山路160號       | 2022年（預定時間） | -                             | -                                       | -        | 2017年嘉義市政中心北棟大樓終止興建並計畫改為興建市民中心，預計2022年完工。 |
| 嘉義市公所大樓 Chiayi City Office Building                                     | 嘉義縣嘉義市公所 Chiayi City Office, Chiayi County               | 西區民生北路1號       | 1954年             | 1954年                        | 1982年 （嘉義市升格）                   | -        | 作為嘉義市公所（1954年～1982年）、嘉義市政府與嘉義市議會（1982年～1997年）合署辦公使用，自嘉義市政府於1997年遷入舊嘉義縣政府後閒置。原嘉義市政府有意將此地標售，後此建築作為風中家族的取景場地而受到關注，文史工作者成立「救舊嘉義市公所聯盟」推動市公所登錄歷史建築。後於2015年公告為暫定古蹟，並在2016年正式登錄為嘉義市歷史建築。 |
| 嘉義市政府市議會合署大樓 Chiayi City Hall and Council Joint Building           | 嘉義市政府 Chiayi City Government                                | 西區民生北路1號       | 1954年             | 1982年 （嘉義市升格）         | 1997年 （嘉義市政府遷往舊嘉義縣政府）   | -        | 作為嘉義市公所（1954年～1982年）、嘉義市政府與嘉義市議會（1982年～1997年）合署辦公使用，自嘉義市政府於1997年遷入舊嘉義縣政府後閒置。原嘉義市政府有意將此地標售，後此建築作為風中家族的取景場地而受到關注，文史工作者成立「救舊嘉義市公所聯盟」推動市公所登錄歷史建築。後於2015年公告為暫定古蹟，並在2016年正式登錄為嘉義市歷史建築。 |
| 嘉義市政府市議會合署大樓 Chiayi City Hall and Council Joint Building           | 嘉義市議會 Chiayi City Council                                   | 西區民生北路1號       | 1954年             | 1982年 （嘉義市升格）         | 1997年 （嘉義市政府遷往舊嘉義縣政府）   | -        | 作為嘉義市公所（1954年～1982年）、嘉義市政府與嘉義市議會（1982年～1997年）合署辦公使用，自嘉義市政府於1997年遷入舊嘉義縣政府後閒置。原嘉義市政府有意將此地標售，後此建築作為風中家族的取景場地而受到關注，文史工作者成立「救舊嘉義市公所聯盟」推動市公所登錄歷史建築。後於2015年公告為暫定古蹟，並在2016年正式登錄為嘉義市歷史建築。 |

## 歷任市長
現任市長為黃敏惠，於2018年12月25日就任。

## 組織架構
嘉義市政府的組織基準法為《嘉義市政府組織自治條例》，設有14個一級單位，所屬一級機關計有6局，設有10個所屬二級機關及多個附屬單位場館，分別由嘉義市政府各局處督導。

### 一級單位
- 嘉義市政府民政處
- 嘉義市政府交通處
- 嘉義市政府觀光新聞處
- 嘉義市政府行政處
- 嘉義市政府建設處
- 嘉義市政府教育處
- 嘉義市政府地政處
- 嘉義市政府主計處
- 嘉義市政府工務處
- 嘉義市政府社會處
- 嘉義市政府智慧科技處
- 嘉義市政府政風處
- 嘉義市政府人事處
- 嘉義市政府都市發展處

### 一級機關
- 嘉義市政府警察局
- 嘉義市政府消防局
- 嘉義市政府環境保護局
- 嘉義市政府財政稅務局
- 嘉義市政府衛生局
- 嘉義市政府文化局
  - 嘉義市立美術館
  - 嘉義市立圖書館
  - 嘉義市立博物館
  - 嘉義市史蹟資料館
  - 嘉義市文化資產中心
  - 嘉義鐵道藝術村
  - 交趾陶館

### 區公所
- 東區區公所
- 西區區公所

### 各級學校、幼兒園
- 嘉義市立國民中學8校
- 嘉義市國民小學19所
- 嘉義市立幼兒園3所[6]

### 市營事業機構
- 嘉義漁市場股份有限公司
- 嘉義市果菜市場股份有限公司
- 嘉義市肉品市場股份有限公司

## 交通
嘉義市公車
| 編號              | 經營業者 | 路線                                                    | 停靠站                                                      |
| ----------------- | -------- | ------------------------------------------------------- | ----------------------------------------------------------- |
| 光林我嘉線        | 國光客運 | 嘉義市公車光林我嘉線 （港坪運動公園－蘭潭）             | 市政府（吳鳳北路）站                                        |
| 中山幹線（綠線）  | 國光客運 | 嘉義市公車中山幹線 （嘉義大學校區內－嘉義榮民醫院）     | 市政府站                                                    |
| 中山幹線（綠A線） | 國光客運 | 嘉義市公車中山幹線 （嘉義大學校區內－二二八紀念公園）   | 市政府站                                                    |
| 樂活1路（紫線）   | 捷乘交通 | 嘉義市公車樂活1路 （林森盧義路口－紅瓦里（1）全家超商） | 市政府（吳鳳北路）站                                        |
| 樂活1路A（紫A線） | 捷乘交通 | 嘉義市公車樂活1路 （東洋新村－紅瓦里（1）全家超商）     | 市政府（吳鳳北路）站                                        |
| 樂活2路（棕線）   | 捷乘交通 | 嘉義市公車樂活2路 （竹村里活動中心－五港宮）            | 往竹村里：市政府站（吳鳳北路） 往五港宮：市政府站（中山路） |